# Martin Walti
Martin Walti (* 9. Januar 1982 in Schlieren) ist ein ehemaliger Schweizer Freestyle-Skier, der auf die Disziplin Aerials (Springen) spezialisiert war.

## Werdegang
Walti startete international erstmals in der Saison 1998/99 und gewann mit den Plätzen vier, zwei und eins die Gesamtwertung sowie die Aerials-Disziplinenwertung des Europacups. Zudem wurde er bei den Internationalen Jugendmeisterschaften 1999 in Jyväskylä Zweiter. Erstmals am Freestyle-Skiing-Weltcup nahm er im Dezember 1999 in Blackcomb teil, wobei er den 20. Platz errang. In der Saison 2000/01 erreichte er dort mit dem neunten Platz seine erste Top-Zehn-Platzierung im Weltcup und belegte bei den Weltmeisterschaften 2001 in Whistler den 17. Platz. In der folgenden Saison errang er mit drei Top-Zehn-Platzierungen den 19. Platz im Gesamtweltcup sowie den 12. Platz im Aerials-Weltcup und sprang in Salt Lake City bei seiner einzigen Teilnahme an Olympischen Winterspielen auf den 21. Platz. In der Saison 2002/03 belegte er den 18. Platz im Aerials-Weltcup und bei den Weltmeisterschaften 2003 im Deer Valley erneut den 17. Platz. Nach Platz vier beim ersten Weltcup der Saison 2003/04 in Mount Buller erreichte er dort tags darauf mit dem dritten Platz seine erste Podestplatzierung im Weltcup. Es folgten fünf weitere Top-Zehn-Ergebnisse und zum Saisonende der 38. Platz im Gesamtweltcup sowie der zehnte Rang im Aerials-Weltcup. In der Saison 2004/05 holte er in Mount Buller seinen einzigen Weltcupsieg und zum Saisonende den 37. Platz im Gesamtweltcup sowie den 15. Rang im Aerials-Weltcup. In seiner letzten Saison als aktiver Sportler 2006/07 nahm er im Deer Valley letztmals am Weltcup teil, wobei er die Plätze 33 und 5 errang und zum Saisonende den 18. Platz im Aerials-Weltcup belegte.

## Erfolge

### Olympische Spiele
- 2002 Salt Lake City: 21. Platz Aerials

### Weltmeisterschaften
- 2001 Whistler: 17. Platz Aerials
- 2003 Deer Valley: 17. Platz Aerials

### Weltcupsiege
Walti nahm an 53 Weltcups teil und erreichte 16 Top-Zehn-Platzierungen sowie zwei Podestplatzierungen.
| Datum             | Ort          | Land       | Disziplin |
| ----------------- | ------------ | ---------- | --------- |
| 4. September 2004 | Mount Buller | Australien | Aerials   |

### Weltcupwertungen
| Saison    | Gesamt | Gesamt | Aerials | Aerials |
| Saison    | Platz  | Punkte | Platz   | Punkte  |
| --------- | ------ | ------ | ------- | ------- |
| 1999/2000 | 57.    | 20     | 28.     | 80      |
| 2000/01   | 50.    | 29     | 24.     | 116     |
| 2001/02   | 19.    | 61     | 12.     | 244     |
| 2002/03   | 37.    | 54     | 18.     | 324     |
| 2003/04   | 38.    | 27     | 10.     | 320     |
| 2004/05   | 37.    | 20     | 15.     | 241     |
| 2005/06   | 119.   | 5      | 33.     | 50      |
| 2006/07   | 41.    | 17     | 18.     | 101     |

### Europacup
- 3 Podestplätze, davon 1 Sieg
- Saison 1998/99: 1. Platz Gesamtwertung, 1. Platz Aerials-Disziplinenwertung